# Belgian Open
Belgian Open – profesjonalny kobiecy turniej tenisowy, rozgrywany z przerwami w latach 1987–2002 w różnych miastach Belgii. Pierwsza edycja w 1987 roku odbyła się w Knokke Le Zoute, następne dwie w Brukseli. Po wznowieniu turnieju w 1992 roku odbył się on raz w Waregem, a w 1993 roku w Liège. Do 1993 turniej nosił nazwę Belgian Ladies Open. Gdy turniej wznowiono po raz drugi, w 1999 roku, zmieniono nazwę na Sanex Trophy, a odbywał się przez trzy lata w Knokke-Heist. Ostatnią odsłonę w 2002 roku znowu przeniesiono do Brukseli. Nawierzchnią kortów była mączka. Przez większość sezonów zawody posiadały piątą kategorię WTA Tour, ostatecznie uzyskały czwartą (IVa lub IVb), by w 2002 powrócić do piątej.
Najbardziej znaną tenisistką, która odniosła w tym turnieju zwycięstwo była niespełna siedemnastoletnia Hiszpanka Arantxa Sánchez Vicario, która w 1988 roku odniosła w Belgian Ladies Open swój pierwszy triumf na kortach WTA. Sánchez Vicario powróciła do rywalizacji w Brukseli po 14 latach, ale w ostatniej edycji turnieju w finale musiała uznać wyższość Szwajcarki Myriam Casanova.

## Historia nazwy turnieju
| Rok  | Rok  | Nazwa                          |
| 1987 | 1993 | Belgian Ladies Open            |
| 1999 | 2001 | Sanex Trophy                   |
|      | 2002 | French Community Championships |

## Mecze finałowe

### gra pojedyncza
| Rok  | Mistrzyni               | Finalistka              | Wynik            |
| 2002 | Myriam Casanova         | Arantxa Sánchez Vicario | 4:6, 6:2, 6:1    |
| 2001 | Iroda Tulyaganova       | Gala León García        | 6:2, 6:3         |
| 2000 | Anna Smasznowa          | Dominique Van Roost     | 6:2, 7:5         |
| 1999 | María Sánchez Lorenzo   | Denisa Chládková        | 6:7(2), 6:4, 6:2 |
| 1993 | Radka Bobková           | Karin Kschwendt         | 6:3, 4:6, 6:2    |
| 1992 | Wiltrud Probst          | Meike Babel             | 6:2, 6:3         |
| 1989 | Radka Zrubakova         | Mercedes Paz            | 7:6, 6:4         |
| 1988 | Arantxa Sánchez Vicario | Raffaella Reggi         | 6:0, 7:5         |
| 1987 | Kathleen Horvath        | Bettina Bunge           | 6:1, 7:6(5)      |

### gra podwójna
| Rok  | Mistrzynie                         | Finalistki                              | Wynik         |
| 2002 | Barbara Schwartz Jasmin Wöhr       | Tathiana Garbin Arantxa Sánchez Vicario | 6:2, 0:6, 6:4 |
| 2001 | Virginia Ruano Pascual Magüi Serna | Ruxandra Dragomir Ilie Andreea Vanc     | 6:4, 6:3      |
| 2000 | Giulia Casoni Iroda Tulyaganova    | Catherine Barclay Eva Dyrberg           | 2:6, 6:4, 6:4 |
| 1999 | Eva Martincová Elena Wagner        | Jewgienija Kulikowska Sandra Načuk      | 3:6, 6:3, 6:3 |
| 1993 | Radka Bobková María José Gaidano   | Ann Devries Dominique Monami            | 6:4, 2:6, 7:6 |
| 1992 | Manon Bollegraf Caroline Vis       | Petra Langrová Jelena Brjukowec         | 6:4, 6:3      |
| 1989 | Manon Bollegraf Mercedes Paz       | Carin Bakkum Simone Schilder            | 6:1, 6:2      |
| 1988 | Mercedes Paz Tine Scheuer-Larsen   | Katerina Maleewa Raffaella Reggi        | 7:6, 6:1      |
| 1987 | Bettina Bunge Manuela Maleewa      | Kathleen Horvath Marcella Mesker        | 4:6, 6:4, 6:4 |